# Raoul Got
Raoul Got   (Perpinyà, 11 d'octubre de 1900 - Perpinyà, 20 de novembre de 1955), anomenat Bala de Canó, fou un jugador francès de rugbi a 15 d'1 m 65 per a 69 kg. que evolucionà al lloc de 3/4 Ala esquerre en la selecció nacional i a l'USAP (va jugar igualment a l'Stade Toulousain).
Va formar part de l'equip que va guanyar el primer partit internacional fora de França, a Irlanda el 1920, i de l'equip de França que fou segon per primera vegada en un torneig de les cinc nacions, el 1921.

## Palmarès
Durant la seva carrera esportiva va disputar 13 partits amb la selecció nacional, entre el 1920 i el 1924. El 1924 va prendre part en els Jocs Olímpics d'Estiu de París, on guanyà la medalla de plata en la competició de rugbi. Aquest fou el seu darrer partit internacional. El 1921 guanyà la lliga francesa de rugbi a 15 i el 1924 en fou subcampió amb l'US Perpinyà.
El 1921 es proclamà campió de França d'atletisme en els 100 metres.